# Sayed Jaafar Ahmed
Sayed Jaafar Ahmed (4 marzo 1991) è un calciatore bahreinita, centrocampista dell'Al-Riffa e della Nazionale di calcio del Bahrain.

## Carriera

### Nazionale
Ha esordito in Nazionale nel 2012.